# Jan Erik Vold
Jan Erik Vold (n. 18 octombrie 1939 la Oslo) este un poet norvegian.

## Viața de scriitor
Jan Erik Vold și Helge Rykkja au înființat editura Kommet Forlag. Editura a publicat trei cărți:  2003: Diktet minner om verden de Jan Erik Vold; 1966: Bok de Helge Rykkja și Blikket de Jan Erik Vold.
A scris cărți despre Olav H. Hauge, Gunvor Hofmo și Ernst Orvil. A tradus în norvegiană printre alții pe Bob Dylan, Frank O’Hara și William Carlos Williams. 

## Opere

### Volume de poezii
- 1965 mellom speil og speil (între oglindă și oglindă) (Gyldendal Norsk Forlag, Oslo)
- 1966 HEKT (Gyldendal, Oslo)
- 1966 blikket (privirea) (Kommet Forlag, Oslo)
- 1967 Svingstang (publicat pe bani proprii în 700 de exemplare)
- 1968 Mor Godhjertas glade versjon: ja (Gyldendal, Oslo)
- 1969 Bo på Briskeby blues (Gyldendal, Oslo)
- 1969 kykelipi (Gyldendal, Oslo)
- 1970 Spor, snø (urme, zăpadă) (Gyldendal, Oslo)
- 1970 Bok 8: LIV (Cartea 8: VIAȚA) (Gyldendal, Oslo)
- 1978 S (Gyldendal, Oslo)
- 1979 sirkel sirkel: boken om prins Adrians reise (cerc cerc: cartea despre călătoria prințului Adam) (Gyldendal, Oslo)
- 1987 Sorgen. Sangen. Veien ((Gyldendal, Oslo)
- 1988 En som het Abel Ek (Gyldendal, Oslo)
- 1989 Elg (Gyldendal, Oslo)
- 1993 IKKE: skillingstrykk fra nittitallet (Gyldendal, Oslo)
- 1993 En sirkel is (Gyldendal, Oslo)
- 1995 Kalenderdikt (Gyldendal, Oslo)
- 1997 Ikkje (IKKE omsett til nynorsk av Vold, ilustrat de Steffen Kverneland) (Det Norske Samlaget, Oslo)
- 2000 I vektens tegn: 777 dikt, antologie
- 2002 Tolv meditasjoner (Gyldendal, Oslo)
- 2003 Diktet minner om verden (Kommet Forlag, Oslo) Ediție adaugită publicată le editura Gyldendal în 2004
- 2004 Drømmemakeren sa (Gyldendal, Oslo)

### Proză
- 1967 fra rom til rom: SAD & CRAZY (Gyldendal, Oslo)
- 1976 BusteR BrenneR (Gyldendal, Oslo)

### Eseuri
- 1976 Entusiastiske essays: klippbok 1960-75 (Gyldendal, Oslo)
- 1980 Det norske syndromet
- 1984 Her. Her i denne verden : essays og samtaler (Gyldendal, Oslo)
- 1990 Poetisk praksis 1975-1990 (Gyldendal, Oslo)
- 1994 Under Hauges ord
- 1995 Etterblikk. Ernst Orvil, poet
- 1998 Storytellers
- 1999 Tydelig, 33: essays 1965-1998 (Gyldendal, Oslo)
- 2000 Mørkets sangerske. En bok om Gunvor Hofmo
- 2005 God jul med Gertrude Stein og andre essays

### Teatru
- 1983 Prins Adrians reise: et hørespill for åtte stemmer, pentru NRK Radioteatret
- 1986 Noe om noe: et foredrag for radio, pentru NRK Radioteatret

### Discuri
- 1969 Briskeby blues (Polygram Records, Oslo)
- 1971 Hav (cu Jan Garbarek)
- 1973 Trikkeskinner (single cu Jan Garbarek)
- 1977 Ingentings bjeller
- 1981 Stein. Regn (cu Kåre Virud)
- 1986 Den dagen Lady døde/Jan Erik Vold leser dikt av Frank O'Hara (Hot Club Records, Oslo) Scos pe CD în 2003
- 1988 Blåmann! Blåmann! (Hot Club Records, Oslo)
- 1990 Sannheten om trikken er at den brenner (Hot Club Records, Oslo)
- 1992 Pytt Pytt Blues (Hot Club Records, Oslo)
- 1994 Obstfelder live på Rebecka West (Hot Club Records, Oslo)
- 1996 Her er huset som Per bygde (Hot Club Records, Oslo)
- 1998 Storytellers (Hot Club Records, Oslo)
- 2005 Vold synger svadaåret inn (Hot Club Records, Oslo)

### Traduceri
- 1964  Peter Bichsel: Egentlig ville fru Blum bli kjent med melkemannen (Pax Forlag, Oslo)
- 1969  William Carlos Williams: LOVE
- 1971 Samuel Beckett: Alle dem som faller (Titlu original: All that fall, teatru, transmis la NRK Radioteatret la data pe 11 noiembrie 1971)
- 1972  Robert Creeley: Alt er vann/om du ser lenge nok : 74 dikt frå For love (Pax Forlag, Oslo)
- 1972 Bob Dylan: Tarantula (Gyldendal, Oslo)
- 1977 Bob Dylan: Damer i regn : 70 sanger på norsk (Den norske bokklubben, Stabekk)
- 1983  Frank O'Hara: Solen ute på Fire Island & andre dikt
- 1987 Samuel Beckett og fleire: Becketts ring: samlede dikt av Samuel Beckett; spredte dikt av Rimbaud, Apollinaire, Éluard (Forlaget Oktober, Oslo)
- 1996  Tomas Tranströmer: Samlede dikt (Gyldendal, Oslo)
- 1998 Storytellers: en begrunnet antologi (Gyldendal, Oslo)
- 2005 Samuel Beckett: Vente på Godot

### Proză documentară, biografii de scriitori
- 1962 Johan Borgen: 1902 – 1962, coautor (Det norske Studentersamfund, Oslo)
- 1964 Tarjei Vesaas: et skrift lagt fram på Kulturutvalgets Tarjei Vesaas-aften i Universitetets aula 14. mars 1964, editor și coautor (Det norske Studentersamfund, Oslo)
- 1975 Jazz i Norge, editor împpreună cu Olav Angell și Einar Økland (Gyldendal, Oslo)
- 1978 Ernst Orvil: en bok til 80-årsdagen 12.april 1978, editat împreună cu Johan Fredrik Grøgaard și Kjell Heggelund (Gyldendal, Oslo)
- 1980 Det norske syndromet : et kritisk syn på norsk lyrikk (Universitetsforlaget, Oslo)
- 1986 Per Kleiva, editat împreună cu Ulf Renberg și Harald Flor (Labyrinth Press, Oslo)
- 1994 Under Hauges ord: essays, samtaler, brev, dikt, fotos (Samlaget, Oslo)
- 2000 Mørkets sangerske: en bok om Gunvor Hofmo (Gyldendal, Oslo)
- 2001 Uten manus: dokumentarisk 1980-2000 (Gyldendal, Oslo)

### Antologii
- 1974 Poesi pluss (Den norske bokklubben, Stabekk)
- 1974 USA 74
- 1975 Olav H. Hauge: Syn oss åkeren din (Den norske bokklubben, Stabekk)
- 1978 Erling Christie: og undring rører vår uro (Den norske bokklubben, Stabekk)
- 1983 Sigurd Bodvar: Dikt i utvalg: 1933-1983 (Tiden Norsk Forlag, Oslo)
- 1985 Moderne norsk lyrikk: frie vers 1890-1980: en antologi, editare cu Kjell Erik Heggelund (Cappelen, Oslo)
- 1988 Sverre Udnæs: Dramatikk 1964-1982 (Gyldendal, Oslo)
- 1988 Cornelis Vreeswijk]]: Sånger (Bromberg, Stockholm)
- 1990 Ernst Orvil: Sommer: samlede dikt 1940-1955 (Gyldendal, Oslo)
- 1991 Ernst Orvil: Vandringer: samlede dikt 1955-1970 (Gyldendal, Oslo)
- 1992 Ernst Orvil: Brekasjer: samlede dikt 1970-1985 (Gyldendal, Oslo)
- 1993 Sigurd Bodvar: Leve, det går an: tre prosa-bøker (Aschehoug, Oslo)
- 1996 Ernst Orvil: Samlede noveller (Gyldendal, Oslo)
- 1997 Gunvor Hofmo: Etterlatte dikt (Gyldendal, Oslo)
- 1997 Ernst Orvil: Samlede skuespill (Gyldendal, Oslo)
- 1998 Ernst Orvil: Utvalgte dikt (Gyldendal, Oslo)
- 1999 Gunvor Hofmo: Jeg glemmer ingen
- 2000 Cornelis Vreeswijk: Skrifter (Ordfronts förlag, Stockholm)
- 2000 Gunnar Larsen: En avismanns samlede poesi (Gyldendal, Oslo)
- 2001 Sigbjørn Obstfelder: Samlede dikt (Gyldendal, Oslo)
- 2003 P x 3: Prøysen, Stevens, Tranströmer (Gyldendal, Oslo)
- 2004 Kate Næss: sekstitallets hemmelige dronning : samlede dikt og gjendiktninger (Den norske lyrikklubben, Stabekk)
- 2004 Richard Brautigan: Å føre krig mot den gjengse maratonprosa (Kolon Forlag, Oslo)
- 2004 Bob Dylan: Damer i regn (Gyldendal, Oslo)

## Premii și distincții
- 2000 - Doctor Honoris Causa al Universității din Oslo
- 2000 - Premiul Gyldendal
- 1999 - Candidat la premiul Nordisk Råds litteraturpris pentru Storytellers
- 1997 - Premiul Brageprisen
- 1993 - Premiul Brageprisen pentru cea mai bună carte de poezie pentru IKKE
- 1992 - Patriot al orașului, numit de Oslo Bys Vel
- 1992 - Premiul de traducere al Consiliului Culturii
- 1981 - Premiul Aschehoug
- 1979 - Candidat la premiul Nordisk Råds litteraturpris pentru S
- 1968 - Bursă Gyldendal
- 1966 - Premiul de debut Tarjei Vesaas pentru mellom speil og speil